# Dyskografia XXXTentaciona
XXXTentacion był amerykańskim raperem, który wydał cztery albumy studyjne, siedem mixtape’ów, siedem EP-ek oraz dwadzieścia trzy single. Do 14 czerwca 2018 roku sprzedał ponad dwa miliony odpowiedników albumów w Stanach Zjednoczonych. XXXTentacion został nagrodzony przez Recording Industry Association of America (RIAA) za sprzedaż 7,5 miliona płyt.
XXXTentacion wydał swój pierwszy utwór "News/Flock" w czerwcu 2013 roku na SoundCloudzie. Jego pierwszy EP zatytułowany "Ice Hotel" ukazał się w kwietniu 2014 roku. Wydał różne mixtape’y i EP-ki w 2015 i 2016 roku. W grudniu 2015 roku XXXTentacion wydał swój przełomowy singiel "Look at Me!", który został ponownie wydany przez Empire Distribution w lutym 2017 roku. Piosenka zajęła 34. miejsce na Billboard Hot 100. W późniejszym czasie uzyskała status platyny. W maju tego samego roku, XXXTentacion wydał swój czwarty mixtape pod tytułem "Revenge", który uplasował się na 30. miejscu w notowaniu Billboard 200.
Jego pierwszy studyjny album "17" został wydany w sierpniu 2017 roku i uzyskał drugie miejsce na Billboard 200. Album zrodził trzy single: "Revenge" oraz "Jocelyn Flores" i "Fuck Love", które pokryły się platyną. W grudniu 2017 roku wydał piąte EP zatytułowane A Ghetto Christmas Carol. Jego drugi album studyjny "?" ukazał się w marcu 2018 roku i zajął pierwsze miejsce na liście Billboard 200. Piosenka "changes" uzyskała status trzykrotnej platyny, a "SAD!" dziewięciokrotnej platyny.

## Albumy

### Albumy studyjne
| Rok  | Dane dot. albumu | Najwyższe pozycje na listach | Najwyższe pozycje na listach | Najwyższe pozycje na listach | Najwyższe pozycje na listach | Najwyższe pozycje na listach | Najwyższe pozycje na listach | Najwyższe pozycje na listach | Najwyższe pozycje na listach | Najwyższe pozycje na listach | Sprzedaż                                    | Certyfikaty                                                                       |
| Rok  | Dane dot. albumu | US                           | US R&B /HH                   | AUS                          | CAN                          | DAN                          | NOR                          | NZL                          | SWE                          | UK                           | Sprzedaż                                    | Certyfikaty                                                                       |
| ---- | --- | ---------------------------- | ---------------------------- | ---------------------------- | ---------------------------- | ---------------------------- | ---------------------------- | ---------------------------- | ---------------------------- | ---------------------------- | ------------------------------------------- | --------------------------------------------------------------------------------- |
| 2017 | 17 - Wydany: 25 sierpnia 2017 - Wytwórnia:Bad Vibes Forever, Empire - Format: streaming, digital download               | 2                            | 2                            | 29                           | 2                            | 2                            | 1                            | 2                            | 2                            | 11                           | - USA: 18 000+ - UK: 64,863+                | - US: 2× platyna - UK: złoto - DAN: platyna - NZL: platyna                        |
| 2018 | ? - Wydany: 16 marca 2018 - Wytwórnia: Bad Vibes Forever - Format: streaming, digital download, LP, CD                  | 1                            | 1                            | 2                            | 1                            | 1                            | 1                            | 1                            | 1                            | 3                            | - USA: 94 000+ - UK: 38 321+ - POL: 60 000+ | - US: 3× platyna - DAN: 3× platyna - CAN: platyna - UK: platyna - POL: 3× platyna |
| 2018 | Skins - Wydany: 7 grudnia 2018 - Wytwórnia: Bad Vibes Forever - Format: streaming, digital download                     | 1                            | 1                            | 8                            | 4                            | 5                            | 1                            | 9                            | 1                            | 29                           | - USA: 52 000+                              | - US: złoto                                                                       |
| 2019 | Bad Vibes Forever - Wydany: 6 grudnia 2019 - Wytwórnia: Bad Vibes Forever - Format: streaming, digital download, LP, CD | 5                            | 3                            | 12                           | 11                           | 15                           | 15                           | 25                           | 25                           | 53                           |                                             |                                                                                   |

## Mixtape’y
| Rok  | Dane dot. mixtape'u                                                           | Najwyższe pozycje na listach | Najwyższe pozycje na listach | Najwyższe pozycje na listach | Najwyższe pozycje na listach | Certyfikaty |
| Rok  | Dane dot. mixtape'u                                                           | US                           | US R&B /HH                   | CAN                          | SWE                          | Certyfikaty |
| ---- | ----------------------------------------------------------------------------- | ---------------------------- | ---------------------------- | ---------------------------- | ---------------------------- | ----------- |
| 2017 | Revenge - Wydany: 16 maja 2017 - Wytwórnia: Empire - Format: digital download | 28                           | 15                           | 36                           | 42                           | - US: złoto |

### Mixtape’y kolaboracyjne
| Rok  | Dane dot. mixtape'u |
| ---- | --- |
| 2015 | Members Only, Vol. 1 (z Ski Mask the Slump God) - Wydany: 21 kwietnia 2015 - Wytwórnia: wydanie niezależne - Format: digital download                          |
| 2015 | Members Only, Vol. 2 (jako część Members Only) - Wydany: 23 października 2015 - Wytwórnia: wydanie niezależne - Format: digital dowload                        |
| 2017 | XXXTENTACION Presents: Members Only, Vol. 3 (jako część Members Only) - Wydany: 26 czerwca 2017 - Wytwórnia: wydanie niezależne - Format: LP, digital download |
| 2019 | XXXTENTACION Presents: Members Only Vol. 4 (jako część Members Only) - Wydany: 23 stycznia 2019 - Wytwórnia: wydanie niezależne - Format: LP, digital download |

## EP
| Rok  | Dane dot. EP |
| ---- | --- |
| 2014 | Ice Hotel - Wydany: 11 kwietnia 2014 - Wytwórnia: własne wydanie - Format: digital download                        |
| 2014 | The Fall - Wydany: 21 listopada 2014 - Wytwórnia: własne wydanie - Format: digital download                        |
| 2016 | ItWasntEnough - Wydany: 18 marca 2016 - Wytwórnia: własne wydanie - Format: digital download                       |
| 2016 | Willy Wonka Was a Child Murderer - Wydany: 28 kwietnia 2016 - Wytwórnia: własne wydanie - Format: digital download |
| 2017 | A Ghetto Christmas Carol - Wydany: 11 grudnia 2017 - Wytwórnia: własne wydanie - Format: digital download          |

## Single

### Solowe
| Rok  | Tytuł                                                   | Najwyższe pozycje na listach | Najwyższe pozycje na listach | Najwyższe pozycje na listach | Najwyższe pozycje na listach | Najwyższe pozycje na listach | Najwyższe pozycje na listach | Najwyższe pozycje na listach | Najwyższe pozycje na listach | Najwyższe pozycje na listach | Najwyższe pozycje na listach | Certyfikaty | Album                              |
| Rok  | Tytuł                                                   | US                           | US R&B /HH                   | US Rap                       | AUS                          | CAN                          | ITA                          | NZL                          | SWE                          | SWI                          | UK                           | Certyfikaty | Album                              |
| ---- | ------------------------------------------------------- | ---------------------------- | ---------------------------- | ---------------------------- | ---------------------------- | ---------------------------- | ---------------------------- | ---------------------------- | ---------------------------- | ---------------------------- | ---------------------------- | --- | ---------------------------------- |
| 2016 | "Look at Me!"                                           | 34                           | 18                           | 12                           | —                            | 37                           | 98                           | —                            | 79                           | 50                           | —                            | - US: Platyna - UK: Srebro - ITA: Platyna | Revenge                            |
| 2017 | "What in XXXTarnation" (z Ski Mask the Slump God)       | —                            | —                            | —                            | —                            | —                            | —                            | —                            | —                            | —                            | —                            | | Members Only, Vol. 3               |
| 2017 | "Gospel" (z Rich Brian i Keith Ape)                     | —                            | —                            | —                            | —                            | —                            | —                            | —                            | —                            | —                            | —                            | - US: Złoto | —                                  |
| 2017 | "Revenge"                                               | 77                           | 37                           | —                            | —                            | 80                           | 69                           | —                            | —                            | —                            | —                            | - US: Złoto - UK: Srebro | 17                                 |
| 2017 | "Fuck Love" (z Trippie Redd)                            | 28                           | 18                           | —                            | —                            | 31                           | 63                           | 19                           | 35                           | 48                           | 89                           | - US: 6× Platyna - UK: Platyna - ITA: Platyna - DAN: Złoto - NZL: Złoto                                                                                | 17                                 |
|      | "Jocelyn Flores"                                        | 19                           | 13                           | 10                           | 8                            | 14                           | 30                           | 4                            | 7                            | 21                           | 39                           | - US: 5× Platyna - UK: Platyna - ITA: Platyna - DAN: Platyna - NZL: Platyna                                                                            | 17                                 |
| 2018 | "Sad!"                                                  | 1                            | 1                            | 1                            | 4                            | 2                            | 17                           | 3                            | 3                            | 4                            | 5                            | - US: 9× Platyna - AUS: 5× Platyna - UK: 2× Platyna - ITA: Platyna - SWE: 2× Platyna - DAN: Platyna - CAN: 3× Platyna - NZL: Platyna - POL: 3x Platyna | ?                                  |
| 2018 | "Changes"                                               | 18                           | 13                           | —                            | 15                           | 15                           | 33                           | 11                           | 6                            | 9                            | 22                           | - US: 3× Platyna - AUS: 3× Platyna - UK: Złoto - ITA: Platyna - SWE: Platyna - CAN: Platyna - NZL: Złoto - POL: 2× Platyna                             | ?                                  |
| 2018 | "Moonlight"                                             | 13                           | 9                            | 8                            | —                            | 10                           | 32                           | 8                            | 13                           | 11                           | 17                           | - US: 6× Platyna - UK: Platyna - ITA: Platyna - SWE: Platyna - CAN: Platyna - NZL: Platyna - POL: 2x platyna                                           | ?                                  |
| 2018 | "Numb"                                                  |                              |                              |                              |                              |                              |                              |                              |                              |                              |                              | - POL: złoto | ?                                  |
| 2018 | "Falling Down" (z Lil Peep)                             | 13                           | —                            | —                            | 7                            | 5                            | 29                           | 1                            | 1                            | 9                            | 10                           | - US: Platyna - AUS: Platyna - ITA: Złoto - NZL: Złoto - POL: Platyna                                                                                  | Come Over When You’re Sober, Pt. 2 |
| 2018 | "Arms Around You" (z Lil Pump; gośc. Swae Lee i Maluma) | 28                           | 16                           | —                            | 14                           | 13                           | 13                           | 15                           | 8                            | 5                            | 14                           | - US: Platyna - AUS: Platyna - ITA: Złoto - DAN: Złoto - NZL: Złoto - POL: Złoto                                                                       | Skins                              |
| 2018 | "Bad!"                                                  | 16                           | 7                            | 7                            | 31                           | 10                           | 74                           | 25                           | 21                           | 29                           | 23                           | - US: Platyna | Skins                              |
| 2019 | "Run It Back!" (z Craig Xen)                            |                              |                              |                              |                              |                              |                              |                              |                              |                              |                              | |                                    |

### Występy gościnne
| Rok  | Tytuł                                                            | Najwyższe pozycje na listach | Najwyższe pozycje na listach | Najwyższe pozycje na listach | Najwyższe pozycje na listach | Najwyższe pozycje na listach | Certyfikaty                             | Album             |
| Rok  | Tytuł                                                            | US                           | US R&B/HH                    | US Rap                       | CAN                          | NZL                          | Certyfikaty                             | Album             |
| ---- | ---------------------------------------------------------------- | ---------------------------- | ---------------------------- | ---------------------------- | ---------------------------- | ---------------------------- | --------------------------------------- | ----------------- |
| 2016 | Take a Step Back (Ski Mask the Slump God gościnnie XXXTentacion) | —                            | —                            | —                            | —                            | —                            | - US: Platyna                           | Drown in Designer |
| 2017 | Str8 Shot (Miami Tip gościnnie XXXTentacion)                     | —                            | —                            | —                            | —                            | —                            |                                         | —                 |
| 2017 | Roll in Peace (Kodak Black gościnnie XXXTentacion)               | 31                           | 16                           | 14                           | 64                           | —                            | - US: 2× Platyna - UK: Srebro           | Project Baby 2    |
| 2017 | Again (Noah Cyrus gościnnie XXXTentacion)                        | —                            | —                            | —                            | 91                           | 6                            | - US: Platyna - CAN: Złoto - POL: Złoto | NC-17             |
| 2017 | May I Flex (Black Bag LA i Momoh gościnnie XXXTentacion)         | —                            | —                            | —                            | —                            | —                            |                                         | —                 |